# Pujiang Zhen
Pujiang Zhen (chiń. 浦江镇站) – stacja metra w Szanghaju, na linii 8. Zlokalizowana jest pomiędzy stacjami Luheng Lu i Jiangyue Lu. Została otwarta 5 lipca 2009.